# Bogoslovka (Penza)
|  | Per a altres significats, vegeu «Bogoslovka». |

Bogoslovka (Богословка en rus) - és un poble de l'óblast de Penza, a Rússia, que en el cens del 2010 tenia 5.286 habitants.